# آبشار ماینچ
آبشار ماینچ (به انگلیسی: Mynach Falls) آبشاری است که در ولز واقع شده و ارتفاع کلی ریزشگاه آن ۹۰ متر (۳۰۰ فوت) است.